# Убого
Убого (мкд. Убого) је насеље у Северној Македонији, у средишњем делу државе. Убого управно припада општини Градско.

## Географија
Убого је смештено у средишњем делу Северне Македоније. Од најближег већег града, Велеса, насеље је удаљено 30 km јужно.
Рељеф: Насеље Убого се налази у историјској области Тиквеш. Село је положено у долини Вардара, близу ушћа Брегалнице у њега. Северно од насеља уздиже се омање побрђе. Насеље је положено на приближно 150 метара надморске висине. 
Месна клима је измењена континентална са значајним утицајем Егејског мора (жарка лета).

## Становништво
Убого је према последњем попису из 2002. године било без становника. 
Већинско становништво у насељу били су Турци (99%).
Претежна вероисповест месног становништва био је ислам.